# 5000en
5000en is een dobbelspel met zes dobbelstenen.

## Benodigdheden
- Zes dobbelstenen
- Schrijfgerei

## Spelreglement
- Elke speler start met 0 punten.
- Tijdens de ronde waarin de eerste speler 5000 of meer punten haalt, wint die speler met de meeste punten.
- Elke beurt begint met zes dobbelstenen die men gelijktijdig werpt.
- Een worp kan 0, 50 of meer punten bevatten.
  - Nadat een speler geworpen heeft, moet hij minstens één dobbelsteen met punten apart leggen. De punten van die dobbelsteen of dobbelstenen worden genoteerd. Hij speelt verder met de overige dobbelstenen. Als het cumulatieve aantal punten van de verwijderde dobbelstenen 350 of meer punten is, mag de speler kiezen zijn beurt te beëindigen. Anders werpt de speler opnieuw met de niet verwijderde dobbelstenen.
  - Wanneer alle zes de dobbelstenen apart gelegd zijn, dan zijn er twee mogelijkheden:
    - de speler kiest ervoor zijn beurt te beëindigen;
    - de speler speelt verder, te beginnen met alle zes dobbelstenen. De reeds gemaakte punten blijven staan.
- Gooit een speler in een worp helemaal geen punten, dan vervallen de punten van die beurt en is zijn beurt voorbij.

Kiest de speler ervoor zijn punten te behouden, dan moet de volgende speler meer punten gooien dan de vorige speler om de punten te kunnen schrijven.

## Hoe punten te verkrijgen
| Combinatie | Aantal punten |
| ---------- | ------------- |
|            | 50 punten     |
|            | 100 punten    |
|            | 1000 punten   |
|            | 200 punten    |
|            | 300 punten    |
|            | 400 punten    |
|            | 500 punten    |
|            | 600 punten    |
|            | 1500 punten   |
|            | 2000 punten   |
|            | 400 punten    |
|            | 600 punten    |
|            | 800 punten    |
|            | 1000 punten   |
|            | 1200 punten   |
|            | 4000 punten   |
|            | 800 punten    |
|            | 1200 punten   |
|            | 1600 punten   |
|            | 2000 punten   |
|            | 2400 punten   |
|            | 8000 punten   |
|            | 1600 punten   |
|            | 2400 punten   |
|            | 3200 punten   |
|            | 4000 punten   |
|            | 4800 punten   |

## Varianten
Vele internationale, soortgelijke spelvarianten gaan ook uit van 1000 of 10.000 punten, met een iets complexere puntentelling. Bij een gebruikelijk doel van minimaal 10.000 punten verdubbelt dan bijvoorbeeld elke gelijke dobbelsteen na de derde gelijke dobbelsteen de met 5000en behaalde punten. Zes enen  leveren zo de hoogst mogelijke score per worp op van 8000 punten. Dezelfde worp is bij 5000en goed voor twee keer 1000 punten.